# كورنيش جيجل

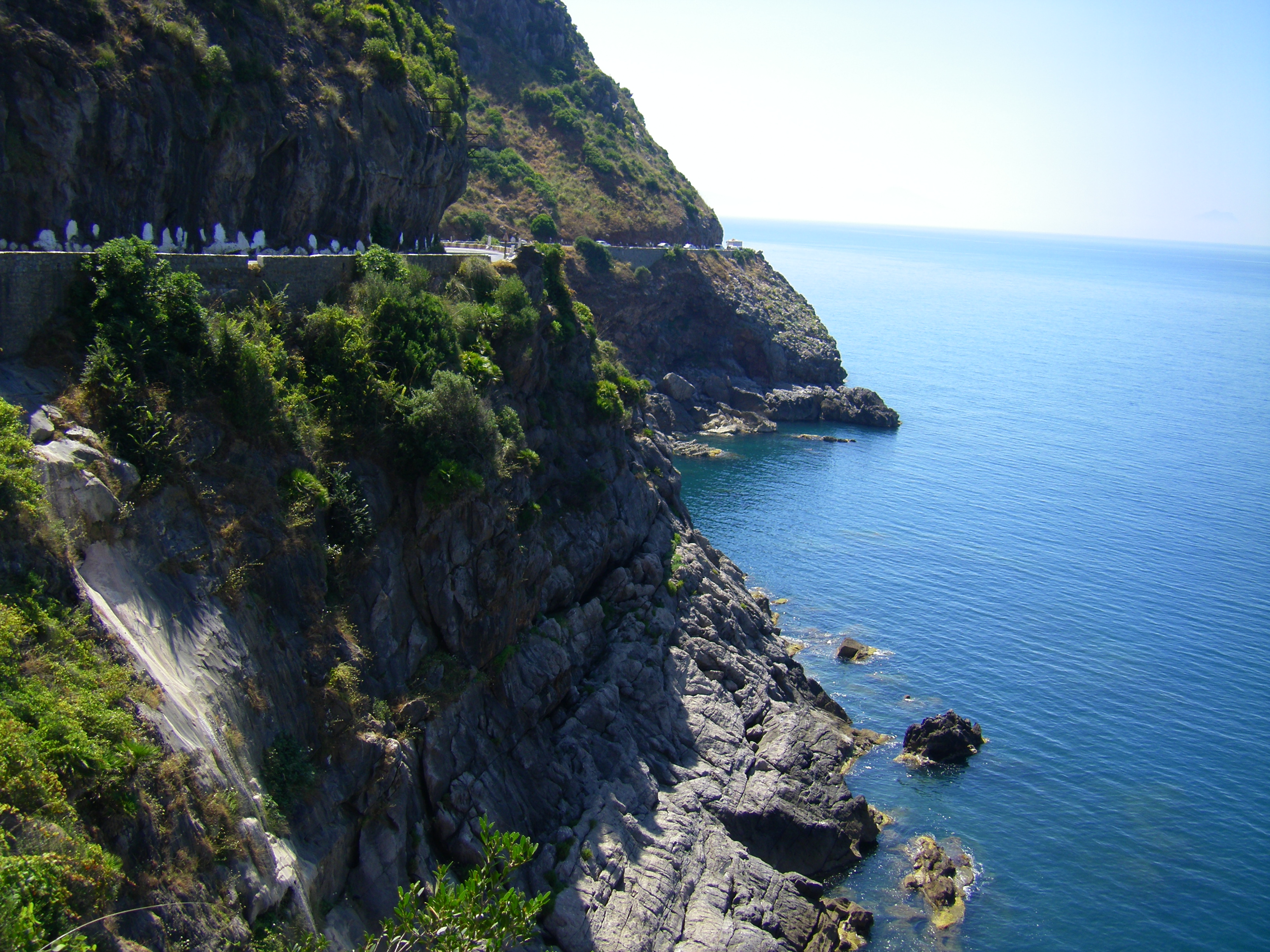
كورنيش جيجل

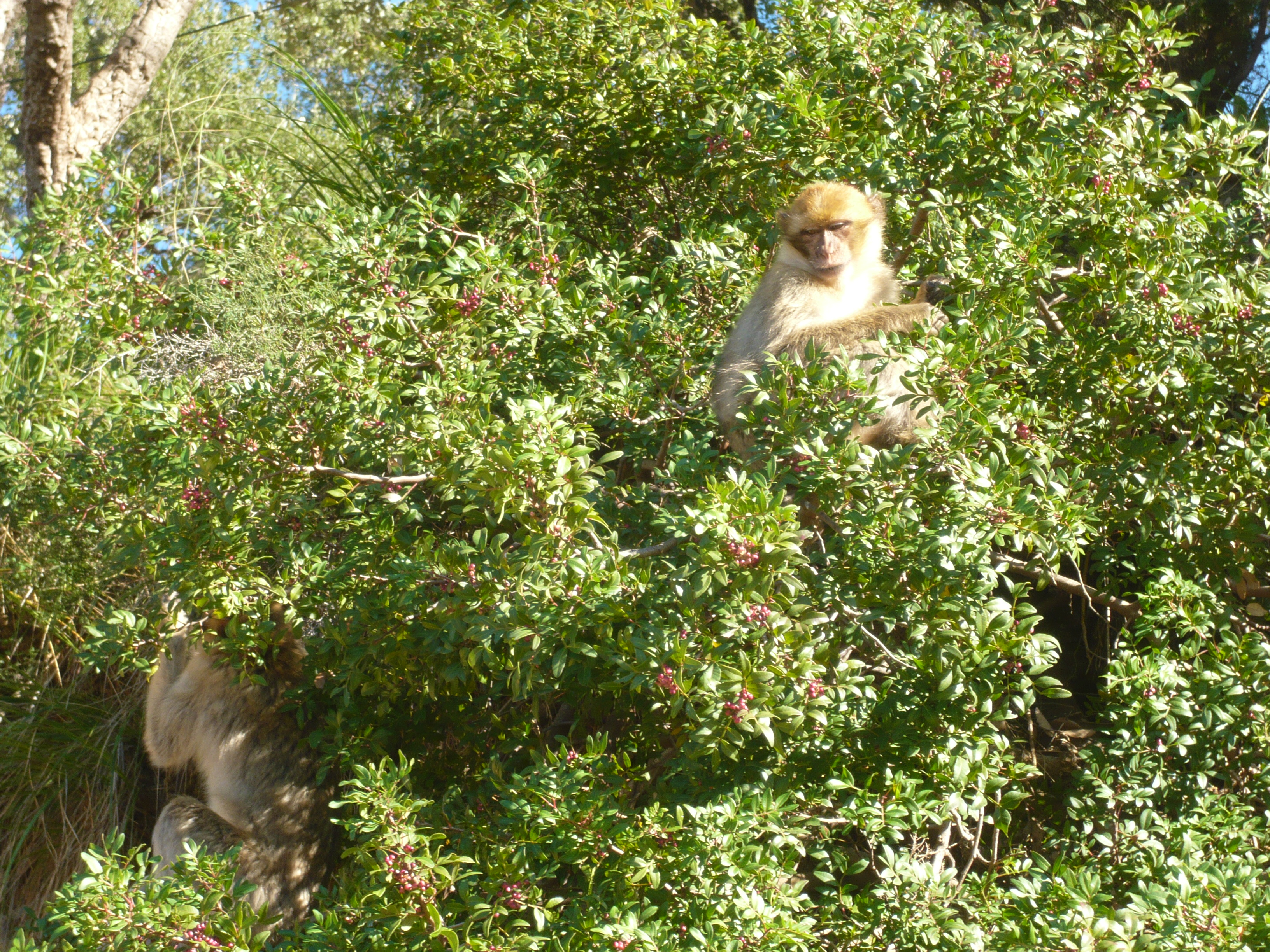
قرود المكاك البربرية في كورنيش جيجل.

كورنيش جيجل هو منطقة طبيعية تقع في شمال الجزائر، تتميز بكتل صخرية غابية ترتفع فوق السهل الساحلي. توفر المناطق الغابية بعض من آخر المواطن المتبقية لقرود المكاك البربري المهددة بالانقراض؛ حيث كان لهذا الرئيسيات انتشار أوسع بكثير في شمال إفريقيا في العصور ما قبل التاريخ مقارنة بما هو عليه الآن.
تُعرف هذه المنطقة بتنوعها البيولوجي الغني وجمالها الطبيعي، مما يجعلها وجهة مهمة لمحبي الطبيعة والسياحة البيئية. الكورنيش يحتضن غابات كثيفة وشواطئ صخرية ومناظر طبيعية خلابة، مما يساهم في دعم الحياة البرية والمحافظة على الأنواع المهددة بالانقراض مثل قرد المكاك البربري.
لمزيد من المعلومات حول كورنيش جيجل وأهميته البيئية، يمكن الاطلاع على المصادر المتخصصة في الجغرافيا والبيئة الطبيعية لمنطقة شمال الجزائر.

### فهرس
- Berardo Cori and Enrica Lemmi. 2002. Spatial Dynamics of Mediterranean Coastal Regions: An International HDP-oriented Research, Human Dimensions of Global Environmental Change Programme, Published by Patron, (ردمك 978-88-555-2666-1). 444 pages